# Baró de Viver
Baró de Viver este un cartier din districtul 9, Sant Andreu, al orasului Barcelona.